# Грозный (прозвище)
«Грозный» — прозвище, употреблявшееся в XIII — XVI веках.

## Описание
Историк Д. С. Лихачёв утверждал, что в приложении к царям прозвание «Грозный» не имело отрицательного оттенка. Он связан не с идеей тирании, а связан с идеей величия (majestas): «Достоин царю грозну быти» — говорится в «Валаамской беседе» и эти слова нельзя толковать как призыв править круто и безжалостно. Дело в контексте: эпитет «грозный» и существительное «гроза» появляются там, где речь идет о порядке в государстве, об обязанности монарха «исправляти и здержати» города и веси, «уставити» определенные правила поведения в монастырях и в миру.
Историк Г. Н. Моисеева писала, что «гроза» — не террор и не произвол. «Царска смиренная гроза» «царская всегодная гроза» — это метод постоянной целенаправленной политики, предохраняющей государство от людского «самовольства», как следствия царской «простоты» (простодушия, беспечности). «Гроза» при проведении государственной политики должна сочетаться не с «гневом», а с «милосердием» и справедливостью в отношении населения «подобает и царем из миру с пощадою собирати всякие доходы и дела делати милосердно, а не гневно, ни по наносу».
Само по себе слово «Грозный» по отношению к человеку говорит не о его жестокости и бессердечности, а о его положении и важной миссии, которую он выполняет, как посланник Бога, следовательно, имеет больше положительное, нежели отрицательное значение.
Гроза, с точки зрения русского человека той поры, это божье наказание. В те времена полагали, что тот, кого убило молнией, сподобился благодати и непременно попадёт в царство небесное. Дело доходило до того, что погибших от грозы причисляли к лику святых (прим. Артемий Веркольский – крестьянский отрок, ровесник Ивана Грозного). Позднее в народном быту укрепилось мнение, что нельзя противиться божьей грозе и нельзя роптать на неё. Грешно пытаться спасти людей и постройки, в которые ударила молния, и приравнивалось к особо благодатной отметиной – “Бог посетил”.

## Носители прозвища
Василий II Болгаробойца — византийский император (958-1025), имел прозвания Болгаробоец и Грозный, который получил после разгрома болгарской армии (1014), взяв в плен и ослепил 15 тысяч болгар, которых отпустил, оставив в каждой сотне по одному поводырю с одним глазом.
Стефан Урош II Милутин (Милутин Грозный) — сербский король (1253-1321), в родословной росписи Милорадовичей указан с прозванием Грозный. 
Влад III Цепеш — господарь Валахии (1448, 1456-1462 и 1476), в летописях упомянут с прозваниями: Цепеш, Дракула и Грозный. О нём писали:  “И толико ненавидя во своей земли зла, яке хто учинит кое зло, татбу, или разбой, или кую лжу, или неправду, той никакого не будет жив. Аще ль велики боярин, иль священник, или инок, или просты, аще и велико богатство имел бы кто, не может искупитися от смерти и толико грозен бысь”.  
Дмитрий Михайлович (1298-1326) —  великий князь Тверской и Владимирский, прозывался “Грозные очи”, но это, скорее всего перекличка с иконой “Спас Ярое Око”, находившуюся  в главном храме Твери - Спасском соборе, а не отголосок  репутации этого князя, который “мстя кровь отчу”, убил в Золотой орде князя Юрия Даниловича московского и сам был казнён (1), хотя многие историки приписывают прозвание с данным деянием.
Василий Давидович “Грозные очи” или “Грозный” (1321-1345) — князь ярославский, сын Давида Фёдоровича, жил в то смутное время, когда Москва при помощи татар стремилась прибрать удельных князей к своим рукам.  
Махмет-II (Магмет-салтан) — султан Османской Порты (1432-1481), упоминается с прозвищами: Великий, Завоеватель и Грозный: за лихоимство и взятки сдирал с живого человека кожу, набивал  ватой и писал на коже “не мошно царства царю без грозы держати”. Завоевал (1453) Византию и взял после 53 дней осады Константинополь.
Иван III Васильевич Великий (1462-1505) — имел прозвища «грозный»  «правосуд» и «великий». В итоге, за Иваном III закрепилось прозвище «великий», а «грозным» стал его внук Иван IV Васильевич. Ивана III Грозным прозвали современники. В Латухинской Степенной книге, на которую ссылался Н.М. Карамзин, именно Ивана III называют Грозным, хотя написана она в 1560-х годах, т. е. при Иване IV (1533-1584). Это неудивительно, т. к. деяния Ивана III, хотя их и невозможно назвать праведными, в целом вели страну к усилению, к объединению. Историк С.М. Соловьёв указывал: Иван III получил «название Грозного, потому что явился для князей и дружины монархом, требующим беспрекословного повиновения и строго карающим за ослушание, возвысился до царственной недосягаемой высоты, перед которой боярин, князь, потомок Рюрика и Гедимина должны были благоговейно преклониться наравне с последним из подданных; по первому мановению Грозного Иоанна головы крамольных князей и бояр лежали на плахе». Хотя, «по природе своей Иван III Васильевич не был человеком жестоким. Точнее сказать, он и в жестокости бывал прагматичен: когда нужно для дела – сурово карал, когда требовалось быть милостивым – миловал». А нарекли его «Грозным ещё современники, ибо в последнюю пору правления он сделался скор на расправу и безжалостен». Историки Н.И. Костомаров,  В.Н. Татищев, С.М. Соловьёв действительно указывали, что жестокость характера Ивана III  усиливалась по мере того, как усиливалась его власть. Титулярная форма “Грозный царь имярек” означала самодержавного государя и получила хождение на Руси, после того, как Русь объединилась и пересилила Орду. Ивана III, несколько предваряя ход вещей, уже называли царём и Грозным.
Селим I Явуз Грозный — султан Османской империи (1512-1520), халиф (с 1512), приказал казнить всех своих родственников, включая отца, который добровольно передал ему власть, за что получил прозвание Явуз (Злой, Свирепый, Грозный). В Анатолии устроил жестокую резню шиитов, истребив 40-45 тысяч человек в возрасте от 7 до 70 лет. После взятия Каира (1517) приказал обезглавить 800 мамлюкских беев.
Иван IV Васильевич Грозный (1533-1584) — при жизни никто Ивана IV Васильевича «грозным» не называл. Историк Р.Г. Скрынников, виднейший исследователь жизни Ивана Грозного писал: «В источниках XVI века прозвище «Грозный» не встречалось. Скорее всего, царь Иван получил его, когда стал героем исторических песен» и вероятно, что в Смутное время. На Руси XVI века интересовались византийской по происхождению идеей, согласно которой Бог – это “царь небесный”, а царь – “земной бог”, которую изложил в послании к молодому Ивану Грозному – Максим Грек. Об этом упоминают и современники: Пауль Одерборн, который в памфлете на Грозного (1585) замечает, что при жизни царь – “земной бог, император и папа для своих подданных”. Это подтверждает и Исаак Масса (1612) написав, что московиты, по его сведениям, считают царя “почти земным богом”. Данная идея принятая царём определила, что его власть от Бога и царь отдаёт предпочтение богу грозному и наказующему, т.е. Саваофу (богу-отцу), это закон, неумолимый и карающий и на земле его воплощает царь.
Иван Грозный  почитал и сочинил: “Канон Ангелу Грозному воеводе”, обращённый к Михаилу Архистратигу.  Для царя святой Михаил – небесный патрон царей, заместитель бога и его двойник, а он представитель бога на земле. Сходство царь определил, что оба они “грозные” и недаром в каноне этот эпитет употреблён 12 раз. В христианских легендах о приближении Михаила возвещает удар грома
Прозвание “грозным” Ивана IV Васильевича явно связано с официальным принятием им царского титула, с венчанием на царство (данному не противоречит то, что грозным в своё время могли называть Ивана III, ведь его уже величали царём). Одновременно эпитет грозный связывает царя с грозным воеводой небесных сил, носителем Божьей воли – архангелом Михаилом.